# 梓官路
梓官路（Zihguan Rd.）為高雄市梓官區的南北向重要幹道，連結梓官市郊，全線編號台19甲線。起端於岡山、梓官區交界，沿途行經梓官市區。其中轉中崙路往東到達橋頭區。末端於同安路口續行大舍東路至赤崁外海，或藉由大舍南路編號台17線南下可至楠梓區右昌。是梓官區往來岡山區、橋頭區及聯外北高雄沿海地區的重要道路。

## 行經行政區域
- 梓官區

## 沿線設施
（由北至南）
- 高26線忠孝路
- 梓信社區
- 梓官清水寺（梓官路475巷41號）
- 高25線公館路
- 梓官義氣堂
- 台灣電力公司梓官服務所
- 燦坤3c梓官店
- 高30線進學路、中崙路
- 梓義社區
- 梓官區公所
- 高雄市政府警察局岡山分局梓官分駐所
- 高雄市立圖書館梓官分館
- 梓宮中崙城隍廟（城隍巷3號）
- 修悟堂
- 梓平公園

## 公共自行車
- 高雄市公共自行車租賃系統：
  - 梓平公園：梓官路/梓官路大宅巷(西南側)

## 公車資訊
- 高雄客運
  - 8017 高雄火車站－赤崁－岡山
  - 8021 鳳山－彌陀
  - 8043 高雄火車站－台17線－茄萣
  - 紅72 捷運南岡山站－橋頭車站－彌陀國小－永安區公所